# Cheirolophus duranii
Cheirolophus duranii là một loài thực vật có hoa trong họ Cúc. Loài này được (Burchard) Holub mô tả khoa học đầu tiên năm 1974.